# دانييلي روسو
دانييلي روسو (3 نوفمبر 1985 سويسرا سويسرا - ) هو لاعب كرة قدم سويسري يلعب كمدافع.

## روابط خارجية
- دانييلي روسو على موقع قاعدة بيانات كرة القدم.إي يو (الإنجليزية)
- دانييلي روسو على موقع عالم كرة القدم.نت (الإنجليزية)
- دانييلي روسو على موقع AS.com (الإسبانية)